# Pedro Eugênio
Pedro Eugênio de Castro Toledo Cabral (Recife, 29 de março de 1949 – São Paulo, 20 de abril de 2015) foi um político brasileiro.
Formou-se em economia pela Universidade Federal de Pernambuco (UFPE) em 1975, obtendo em seguida o mestrado e tornando-se professor da mesma universidade. Foi nomeado secretário da Agricultura do governo de Pernambuco em 1987, assumindo mais tarde as pastas do Planejamento (1989-1990) e da Fazenda (1995-1996). Elegeu-se deputado estadual pelo Partido Socialista Brasileiro (PSB) em 1994.
Em 1998, ainda pelo PSB, foi eleito deputado federal. No ano seguinte filiou-se ao Partido Popular Socialista (PPS). Voltou à Câmara nas eleições de 2006, já pelo Partido dos Trabalhadores (PT), reelegendo-se em 2010.
Em 2012 concorreu à prefeitura de Ipojuca, mas terminou a eleição em quarto lugar, com apenas 2.981 votos (5,85% do total). Em 2014 disputou o quarto mandato na Câmara dos Deputados, mas não conseguiu se reeleger.
O ex-deputado federal do PT Pedro Eugênio morreu aos 66 anos, no Hospital de Beneficência Portuguesa de São Paulo. Ele estava hospitalizado por complicações decorrentes de uma cirurgia coronariana.